# Entyloma eryngii
Entyloma eryngii är en svampart som först beskrevs av August Karl Joseph Corda, och fick sitt nu gällande namn av de Bary 1874. Entyloma eryngii ingår i släktet Entyloma och familjen Entylomataceae.   Inga underarter finns listade i Catalogue of Life.